# Lunger
Lunger är en ort i Arboga kommun belägen i Götlunda socken cirka 4 km söder om Götlunda.  Lunger var på tidig medeltid kyrkby i Lungers socken som 1449 uppgick i Götlunda socken. SCB har för orten och dess utökning söderut, Södra Lunger avgränsat och definierat en småort i Arboga kommun kallad Lunger och Södra Lunger. Från 2015 avgränsas två småorter, denna för Lunger och en annan för Södra Lunger. Vid avgränsningen 2023 klassades de som sammanväxta igen och småorten Södra Lunger avregistrerades.
På ett gravfält från järnåldern står Kung Sigges sten, en runsten från cirka år 1000. Texten på runstenen lyder "Helgulv och Gevlev de gjorde (minnesmärket) efter sin broder Sigmund."
Vid Lungers hamn finns plats för bad och camping. Under sommaren kan det även finnas en enklare kiosk med enklare förtäring.